# Bagisarinae
Bagisarinae là một phân họ bướm đêm thuộc họ Noctuidae.